# Пластическая хирургия

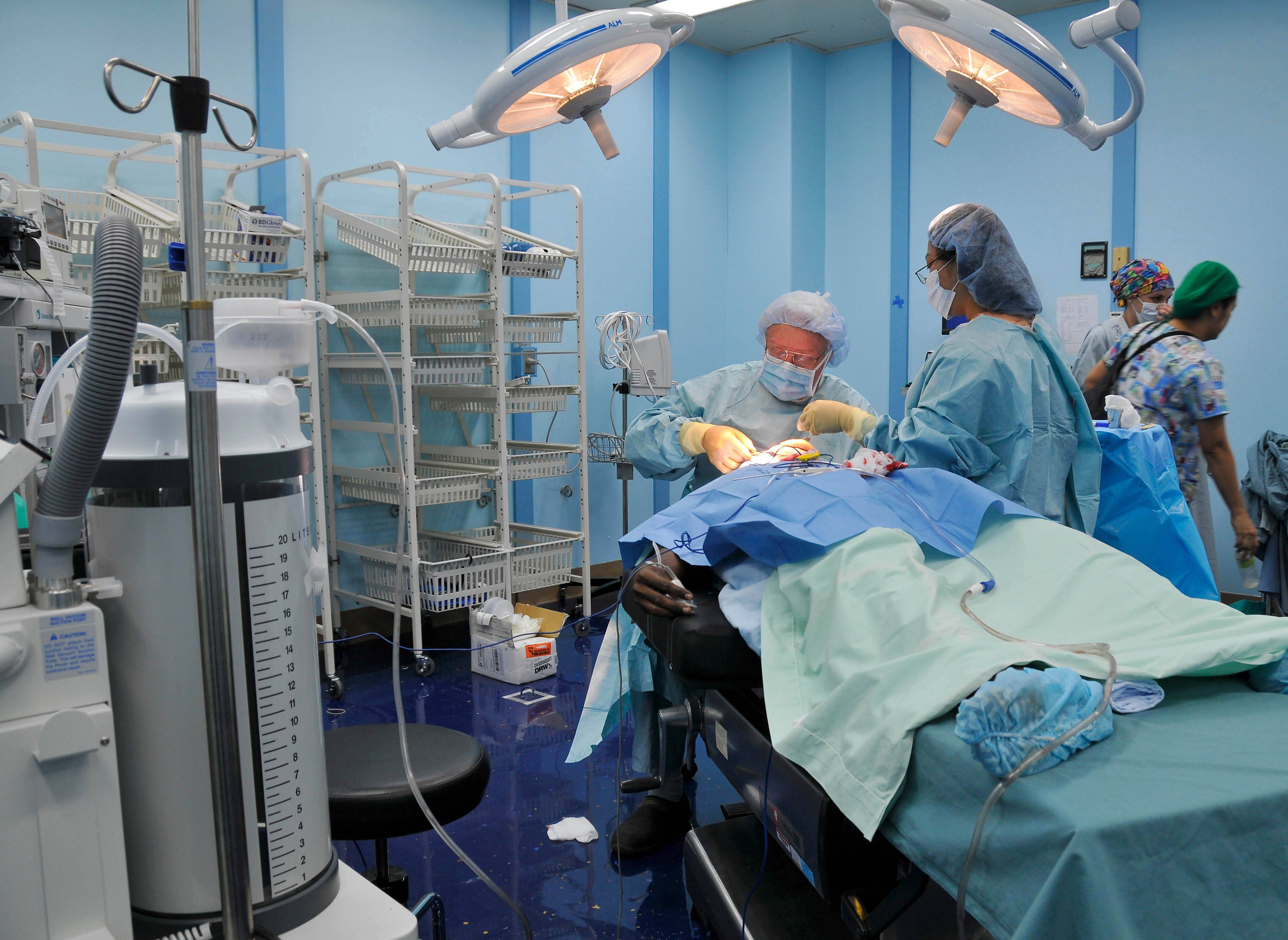
Пластическая операция

Пласти́ческая хирурги́я — это раздел хирургии, занимающийся оперативными вмешательствами, направленными на устранение деформаций и дефектов какого-либо органа, ткани или поверхности человеческого тела.
Наиболее часто выполняются следующие пластические операции: коррекция носа, подбородка и ушей, подтяжка кожи лица, лба и шеи, блефаропластика, пластика бровей, коррекция губ, инъекции с применением ботокса; липосакция в области живота и талии, увеличение, уменьшение и коррекция груди, омоложение рук; увеличение ягодиц, липосакция в зоне «Галифе», изменение формы малых и больших половых губ и т. д.

## История пластической хирургии
«Plastikos» в переводе с греческого языка означает «создавать форму», на латыни «plasticus» — ваяющий, формирующий.
Эти слова лучше всего демонстрируют то, чем занимаются пластические хирурги. На протяжении всей истории медицины не было периода, когда бы не практиковались операции по реконструкции внешности человека. В Египте уже во времена изобретения папируса (1600 до н. э.) хирурги заботились об эстетических аспектах своих операций. Можно предположить, что в основу техники операций, описанных в папирусах, легли более древние знания, что даёт нам ещё более раннюю дату — около 3000 лет до н. э.

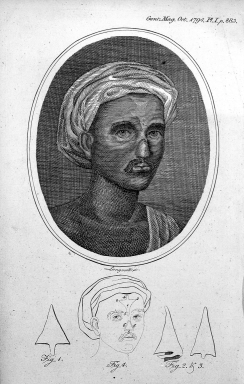
Древнеиндийская операция на носу. Иллюстрация из журнала Gentleman’s Magazine 1794 года

В Индии в 800 году до н. э. уже могли делать пластические операции по исправлению носа, используя для этого кожу со лба или щёк. В сохранившихся документах целителя из Древнего Китая Бянь Цюе, жившего в V веке до н. э., описывались проведённые им операции на глазах и ушах. Знаменитый врач Хуа То, живший в Китае в 150—208 годах н. э., также оставил записи с подробным описанием различных пластических операций. В записях медиков Китая встречались сведения о проведении оперативного вмешательства для исправления «заячьей губы», а также процедур, направленных на коррекцию фигуры и внешности.
Вплоть до XVII века успехи индийской хирургии были более значительными, чем европейской. В Европе же были известны лишь единичные случаи таких операций.
В VII веке н. э. в Александрии Паулос Айджинский проводил операции, направленные на уменьшение мужской груди, если она была чрезмерно большого размера. Такое заболевание получило название гинекомастия. Операции по уменьшению размеров мужской груди проводят и в современной хирургии. Для избавления от избыточного веса современные пластические хирурги используют метод липосакции. Однако ещё в первом веке н. э. этот метод борьбы с ожирением описывался в сохранившихся записях хирургов. Пластическую хирургию в эпоху Возрождения выделили как самостоятельную область медицины, назвав при этом «хирургией красоты». До нас дошел трактат 1597 года итальянца Гаспара Тальякоцци о восстановлении повреждённых носов при помощи фрагментов тканей с предплечья. Тальякоцци разработал собственную методику и успешно проводил операции по реконструкции носа, за что современные хирурги наградили его титулом основателя пластической хирургии. Однако современники достижения первого талантливого пластического хирурга по достоинству не оценили. Посчитав его действия преступными, они похоронили его на неосвящённой земле, где принято хоронить злодеев и самоубийц.
Основа для современной пластической хирургии была заложена в начале XIX века, когда хирурги разработали более совершенные инструменты и методы для преобразования человеческой внешности (появление и распространение антисептических средств позволило производить пересадку кожи, хрящей, других тканей).
В середине 1920-х годов, после первой мировой войны, в Европе появилось огромное множество изувеченных людей, которые не хотели мириться с недостатками и обращались к хирургам с просьбами улучшить не только функцию той или иной повреждённой части тела, но и её внешний вид. Пластические хирурги были пионерами в разработке сотен новаторских методов, включая пересадку тканей, микрососудов, техник для челюстно-лицевой хирургии и липэктомии. Одним из новаторов и основателей пластической и реконструктивной хирургии является известный армяно-американский хирург Вараздат Газандян.
Дальнейшее совершенствование техники пересадки кожи после второй мировой войны в 1950-е годы и новое качество анестезии (возможность проводить операции под местным обезболиванием) сделали пластические операции более безопасными и, следовательно, более распространёнными.

## Пластическая хирургия в СССР и России
В России эстетической хирургии пришлось пройти нелёгкий путь. Минздрав России официально признал пластическую хирургию самостоятельной специальностью только в июле 2009 года. Однако история развития пластической хирургии в России уже перешагнула вековую отметку. Ещё в 1960-х годах профессором Ю. К. Шимановским был создан неоценимый по значимости труд «Операции на поверхности человеческого тела».
В 1936 году в СССР была издана на русском языке переведённая с немецкого книга Э. Эйтнера «Косметические операции» под редакцией проф. А. Рауэра. В 1930 году в Москве на улице Семашко, 5 открылся стационар во главе с Надеждой Николаевной Гилельс, где впервые в Советском Союзе начали регулярно проводить косметические пластические операции. Хирургов-пластиков на тот момент советские медицинские ВУЗы не готовили, поэтому столь велика роль в подготовке кадров для советской пластической хирургии, которую сыграли выдающиеся хирурги Анастас Георгиевич Лапчинский и Александр Маркович Литинский. Именно благодаря этим подвижникам от медицины в Советском Союзе появилось первое поколение хирургов-пластиков.
Ситуация начала меняться коренным образом лишь в 1980-е годы. В это время новое направление активно развивается на базе РОНЦ имени Н. Н. Блохина, где впервые была разработана методика реконструкции молочной железы после радикальной мастэктомии — патент Сергея Николаевича Блохина.

## Виды пластических операций
Пластические операции можно разделить на два основных вида — реконструктивные и эстетические.
Реконструктивные пластические операции помогают устранить деформации, дефекты тканей и органов, и восстановить их функции методами пластической хирургии. Подобные операции проводятся у людей, получивших телесное повреждение в результате травмы, болезни или имеющих врождённые дефекты. Реконструктивные операции проводятся после оперативных вмешательств при онкологии, а также после неудачных пластических операций, для исправления грубых рубцов. Успешно проведённая реконструктивная операция может коренным образом изменить качество жизни человека, помогая ему вернуть ощущение полноценной жизни, а также скрыть явные генетические дефекты.
Эстетические пластические операции — это применение методов пластической хирургии с целью улучшения внешности. Благодаря подобным операциям люди могут не только продлить молодость и почувствовать свою красоту, но и избавиться от эмоционального стресса от осознания своих реальных или надуманных несовершенств, и тем самым также значительно улучшить качество жизни.
Эстетические пластические операции можно классифицировать по области выполнения:
- омоложение лица (ритидэктомия, фейслифтинг)
- подтяжка бровей и лба (фронтлифтинг)
- пластика век (блефаропластика)
- пластика носа (ринопластика, септопластика)
- пластика ушных раковин (отопластика)
- пластика губ (хейлопластика)
- пересадка волос
- пластика подбородка (ментопластика, мандибулопластика или гениопластика)
- пластика скул (малярпластика)
- пластика шеи и подподбородочной области (цервикопластика)
- пластика груди (маммопластика)
- пластика живота (абдоминопластика, липосакция)
- пластика ягодиц (глютеопластика)
- пластика рук (брахиопластика)
- пластика голеней и внутренней поверхности бедра (круропластика и фемурпластика)
- пластика малых и больших половых губ (лабиопластика)
- пластика девственной плевы (гименопластика)
- пластика влагалища (вагинопластика)
- пластика полового члена (фаллопластика) и крайней плоти (препуциопластика)
- пластика шеи (платизмопластика)
- подтяжка кожи после похудения (панникулэктомия, торсопластика)
- комбинированная пластика (двух или более областей)
- реконструктивная пластика (при массивных внешних поражениях)

Одной из самых популярных эстетических пластических операций является липосакция, выполняемая в различных зонах в зависимости от показаний.

## Тенденции

### Липофилинг
Придание объёма выбранной части тела за счёт использования собственных жировых отложений называется липофилинг. Пациенты все больше и больше просят пользоваться собственной жировой тканью в качестве наполнителя, вместо искусственных материалов, например — силикона. Так, с возрастом меняется форма лица, и возрастные впадины наполняются жировой тканью пациента. Тем не менее методика данных операций в России практически не разработана.

### Отсутствие послеоперационных следов
Клиенты хотят, чтобы после операций не оставалось рубцов, швов и шрамов. Поэтому растет популярность безоперационных процедур, с помощью радиоволны и лазера.

## Психологические аспекты
По последним исследованиям психологов, зачастую (в 40 % случаев) к пластическим хирургам обращаются женщины, имеющие семьи и ведущие активный образ жизни. Между тем, как в начале 2000-х к услугам эстетической медицины прибегали женщины (в 57 % случаев), не имеющие семьи, страдающие от депрессивного синдрома.
Существуют категории людей, которым по психологическим показателям пластические операции делать нельзя или не рекомендуется.
1. Люди, которые страдают психическими заболеваниями.
2. Люди, которые стремятся к некоему анатомическому совершенству.
3. Люди, которые делают пластические операции постоянно.

Все эти группы нуждаются в консультации психолога при обращении в клинику для проведения пластических операций.